# Letitia Overend
Pour les articles homonymes, voir Overend.
Letitia Overend, née le 15 juillet 1880 et morte le 3 octobre 1977, est une philanthrope irlandaise et une passionnée d'automobiles.
Son travail le plus notable a été avec la brigade Ambulance Saint-Jean et la co-fondation des Children's Sunshine Home à Stillorgan, dans le comté de Dublin avec Ella Webb.

## Biographie

### Enfance et famille
Letitia Overend est née au 11 Herbert Road à Dublin le 15 juillet 1880. Elle est la fille aînée d'un avocat, Trevor Overend et de Bessie Anna "Lily" Overend (née Butler). Elle a deux sœurs plus jeunes, Constance née en 1894 et morte en bas âge, et Naomi né en 1900. En 1894, la famille déménage à  Airfield House, où les sœurs  Overend sont éduquées par une gouvernante à la maison,.

### Carrière
Overend rejoint la brigade Ambulance Saint-Jean en 1913 et se forme aux premiers secours. Durant l'insurrection de Pâques de 1916, elle est l'une des secouristes qui travaille sous la direction de John Lumsden et assiste les blessés des deux côtés du conflit. Elle continue jusqu'à atteindre le grade de chief superintendent. Elle reste au service de la brigade toute sa vie, devenant finalement dame de justice de l'Ordre de Saint-Jean de Jérusalem en 1955. Elle est membre du comité du dépôt de fournitures de la société des urgences des hôpitaux de la Croix-Rouge Irlandaise à Merrion Square pendant la Seconde Guerre mondiale. Ce travail consiste en l'achat de textile, de laine, de pyjama et de bandages pour la fabrication des fournitures. Les vêtements sont pour les réfugiés venus en Irlande, et les fournitures médicales sont envoyées principalement en Finlande et en Turquie. L'Ordre de l'Empire britannique lui est proposé pour ce travail, mais elle le refuse arguant qu'« il serait impossible que tous ceux qui ont fait du bon travail au cours de la Guerre soient reconnus ».
En 1923 Overend et Ella Webb achètent les premiers locaux de la Children's Sunshine Home, en grande partie à l'aide d'un don de 5 000 £ de leur oncle, Tommy Overend. La maison est un centre de réadaptation pour les enfants souffrant de rachitisme. En 1961, le Trinity College Dublin lui décerne un doctorat honorifique pour son travail de service public.

## Automobile
Trevor Overend achète l'une des premières voitures de la zone de Dundrum, et c'est grâce à lui qu'Overend et sa sœur développe un intérêt pour l'automobile. Elle achète un Rolls Royce 20 Tourer bleue en 1927, après avoir assisté à un cours de quatre semaines sur la maintenance à l'usine Rolls Royce de Derby. Au cours de ce stage, elle apprend à décaper et nettoyer le moteur, et comment les entretenir et à réparer la voiture elle-même. Cela lui vaut les surnoms de « Miss Rolls Royce » ou « Tot ». Les Gardaí ferment les yeux sur son stationnement illégal à Dublin. Les deux sœurs visitent fréquemment l'Automobile Club de Dawson Street.
Les deux sœurs sont membres de l'Irish Veteran and Vintage Car Club (IVVCC) et du Leinster Motor Club. Elle voyage autour de l'Irlande lors des rassemblements. Elles reçoivent tous les deux l'adhésion à vie de la IVVCC en 1973, en reconnaissance de leur contribution aux automobiles de collection. Le mécanicien qui s'occupe de la maintenance des voitures d'Overend, Vincent Hallinan, l'appele le sergent-major. Avec sa sœur, Overend voyage beaucoup, en Europe et à l'international en Inde, en Australie et en Amérique.

## Fin de vie et héritage
Les sœurs fondent  l'Airfield Trust comme un établissement d'enseignement en 1974. Une archive d'Airfield Estate, comprenant des archives d'Overend de 1805 à 2001, est conservé à l'OPW-Maynooth University Archive and Research Centre à Castletown House. Overend est décédé le 3 octobre 1977. En 2006, Dún Laoghaire Rathdown Co. Conseil renommé Wyckham Manière Overend Façon, en reconnaissance de la contribution du Overend sœurs. Les sœurs, les voitures sont maintenant sur l'affichage à l'Aérodrome de Maison.